# Salle de concert de Düsseldorf
La salle de concert de Düsseldorf (également Nouvelle salle de concert pour la distinguer de l'Ancienne salle de concert (de) endommagée par la guerre au coin de Tonhallenstraße et Schadowstraße), anciennement la salle rhénane, est une salle de concert à Düsseldorf. Elle est située au nord de la vieille ville dans le quartier de Pempelfort au début de la promenade au bord du Rhin (de) et forme l'extrémité sud du forum de culture de la Cour d'honneur (de). Son foyer, la Voûte verte, est l'un des exemples de l'architecture expressionniste actuelle.

## Histoire

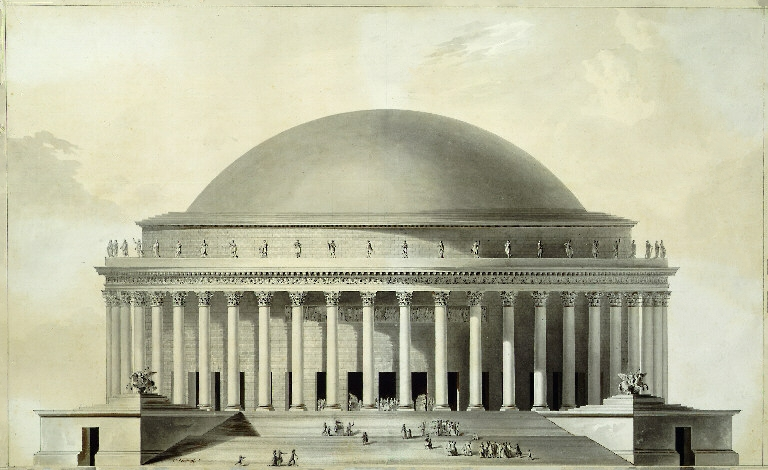
Modèle possible : Projet d'Opéra d'Étienne-Louis Boullée, 1781.

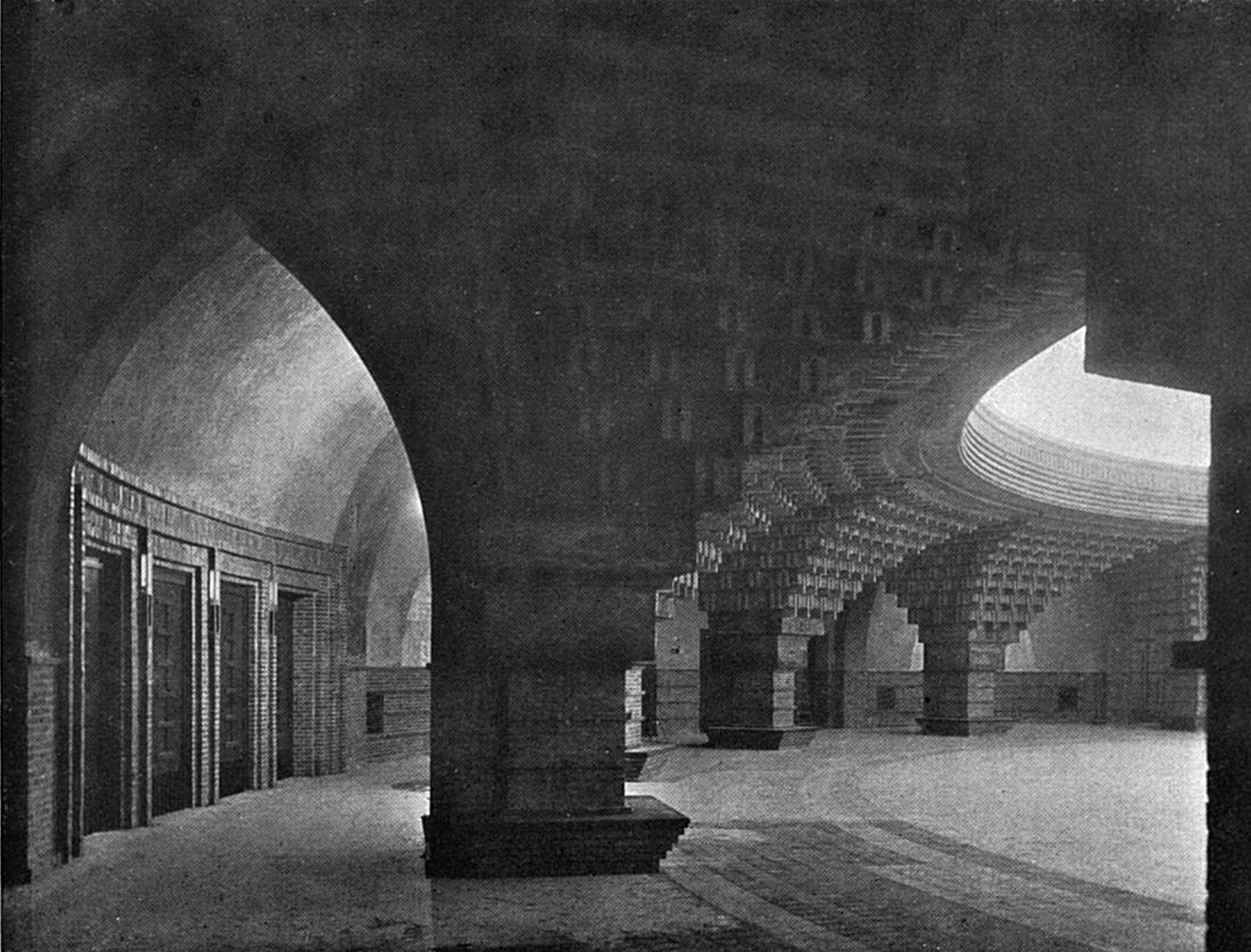
Vue intérieure du planétarium, avant 1928.

Déjà lors de l'exposition industrielle et commerciale de Düsseldorf en 1902, le site constitue l'extrémité sud d'un parc d'exposition et de foire. Dans cette situation urbanistique particulière - sur la rampe est du pont d'Oberkassel, construit entre 1896 et 1898 - se trouvait ici une rotonde pour le tableau panoramique La traversée du Rhin de Blücher près de Caub en 1814, un tableau circulaire de 1800 m² (15 × 120 m) réalisé pour l'exposition industrielle, commerciale et artistique par les peintres de Düsseldorf Hugo Ungewitter, Gustav Wendling et son assistant Max Clarenbach.
Le bâtiment actuel est construit en 1925/1926 comme salle polyvalente pour l'exposition GeSoLei sous le nom de salle rhénane et est initialement conçu pour être utilisé comme planétarium. C'est ce qu'indiquent encore aujourd'hui l'étoile dorée au sommet de la coupole ainsi que les paires de sculptures sur l'escalier extérieur menant à la cour d'honneur, qui symbolisent les planètes Mars et Jupiter ainsi que Vénus et Saturne, ainsi que la statue de Pallas Athéna créé par Johannes Knubel en tant que protecteur de la science et de l'art, à l'entrée du pont d'Oberkassel. Neuf des onze peintures d'allège créées en 1926 sont accrochées dans le grand hall circulaire à l'intérieur de la rotonde, la galerie extérieure du foyer, à partir de l'entrée principale dans le sens des aiguilles d'une montre : Jankel Adler, Bernhard Gobiet, Arthur Kaufmann, Adolf Uzarski, Heinz May, Ferdinand Carl Cürten (de), Fritz Burmann (de), Josef Bell (1891-1935) et Werner Heuser.
La salle polyvalente est construite par l'architecte Wilhelm Kreis. Pour ce faire, il se concerte avec Robert Meyer, le directeur de son client, la Société des immeubles de bureaux (de) de Düsseldorf. Dans son architecture monumentale, Kreis pourrait s'être inspiré du château Saint-Ange à Rome et du Projet d’Opéra d'Étienne-Louis Boullée. La façade en briques de l'édifice circulaire, qui s'élève sur un large soubassement accessible par un toit en terrasse, est sculptée par des contreforts et des couches de briques, et présente à son extrémité supérieure un ornement expressionniste unique en son genre, qui contribue à donner à ce bâtiment d'apparence sérieuse et massive un aspect général artistiquement et artisanalement raffiné.

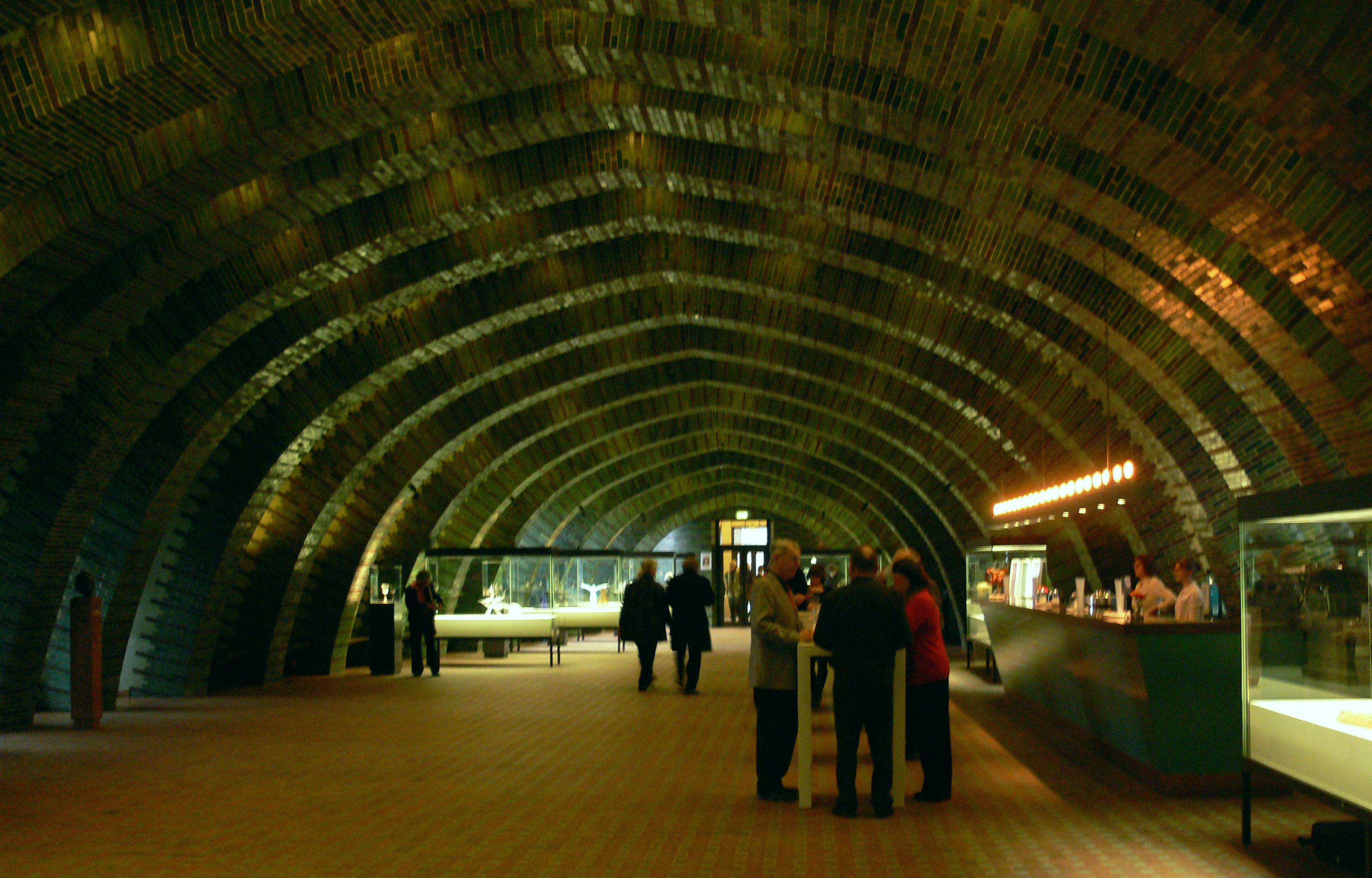
Voûte verte.

Après la destruction partielle de la salle rhénane pendant la Seconde Guerre mondiale, elle est de nouveau agrandie en une salle polyvalente lors de réparations. De 1976 à 1978, une salle de concert quasi hémisphérique est installée sous la coupole, qui a été reconstruite dans sa forme originale, par le bureau d'architecture HPP (de), en remplacement de la salle de l'ancienne salle de concert détruite pendant la guerre. Le programme des événements va du classique au jazz, de la chanson et de la soul au cabaret.
En 2005, alors qu'une protection incendie et une rénovation amiante s'avèrent nécessaires, une refonte complète est réalisée, toujours par le bureau d'architecture HPP. La peinture de la grande salle de concert dans le style des années 1970 fait place à une ambiance moderne en bleu métallisé. Le caractère spatial de la salle de concert est caractérisé par la forme ronde du bâtiment, qui est également conçu comme un planétarium, mais après des tests intensifs sur modèle, des corps de déviation du son ont été installés derrière le dôme intérieur désormais perméable au son, qui brisent le foyer écho ponctuel du dôme hémisphérique, qui est autrefois connu comme un fantôme qui frappe, et créent une acoustique jugée très bonne par les critiques et les musiciens.

### Architecture
La salle rhénane, également appelée à l'époque planétarium et aujourd'hui généralement appelée Tonhalle après sa transformation par les architectes Hentrich-Petschnigg entre 1975 et 1977, est axée exactement sur l'axe longitudinal de la cour d'honneur. L'étage de base, carré en plan et doté d'un plateau de toit, est relié à la rampe du pont par son côté sud. La longueur des côtés est d'environ 85 mètres. L'entrée principale nord s'ouvre sur l'axe longitudinal de l'ensemble par une rampe d'escalier à deux volées. Le bâtiment circulaire intérieur atteint une hauteur libre de 30 mètres pour un diamètre de 36 mètres. La coupole, recouverte à l'extérieur d'une tôle de cuivre, est soutenue à l'intérieur par 16 piliers en béton "minces comme des disques". La construction en béton et en fer supporte une coupole en fer sous laquelle était suspendue une coque en forme de coquillage. Une deuxième coupole intérieure recouverte d'une toile pouvait être tirée vers le haut sur 4 mètres. Ainsi, le salle rhénane pouvait être utilisé non seulement comme salle de réunion, mais aussi comme planétarium. Le corps du bâtiment a été recouvert d'un système de 48 contreforts en briques. Entre les contreforts insérés se trouvent de hautes fenêtres à lancettes. La surface des murs de la construction circulaire présente une forte percée de détails, résolue en différents motifs en forme de losange, des couches de briques en saillie et en retrait et des échelonnements. Dans la conception de ces détails de façade, la maîtrise de Wilhelm Kreis dans l'utilisation de la brique est très claire et reste unique à Düsseldorf dans cette qualité. La structure des piliers de la coupole est reprise par l'étage de base carré. La surface du mur est dissoute par les contreforts étroitement alignés. À gauche et à droite des angles extérieurs du socle se trouve, du côté de la cour d'honneur, un "pavillon en forme de temple" avec des ouvertures rectangulaires à trois axes en tuf.

## Équipement

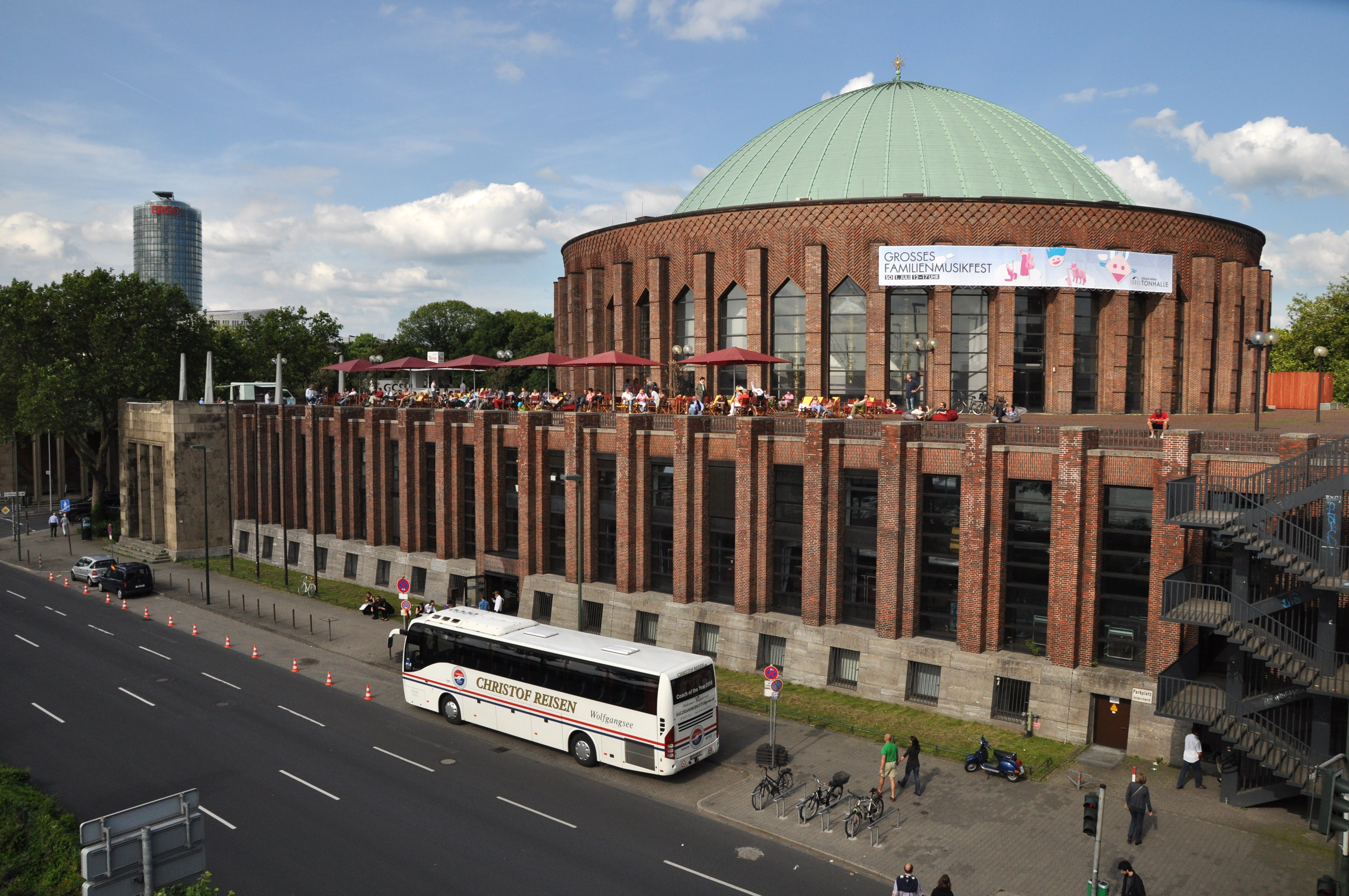
Salle de concert vue du pont d'Oberkassel.

La salle de concert comprend une grande salle de 1854 places, une salle de musique de chambre de 300 places et une rotonde dans le foyer de 200 à 400 places selon les événements.
La grande salle de concert est située directement sous le dôme. Au zénith se trouve l'objet plafonnier aux 21 miroirs concaves d'Adolf Luther (de). Des œuvres d'art lumineux avec des diodes électroluminescentes et un concept d'éclairage spécial sont destinés à symboliser la salle de concert en tant que "planétarium de la musique".
Au centre de la rotonde se trouve le champ de stalactites de Günther Uecker, une sculpture lumineuse qui monte et descend lentement.
Environ 300 concerts avec plus de 300 000 visiteurs ont lieu chaque année. Dans la "Voûte verte", l'ancien foyer de la salle rhénane, des œuvres d'art en verre provenant entre autres de la collection de l'architecte Helmut Hentrich (de) sont présentés comme une exposition permanente.
La salle de concert est reliée au métro léger et donc au réseau de transport local de Düsseldorf via la station de métro Salle de concert/Cour d'honneur (de), qui porte son nom. Une terrasse sur le toit et un escalier du côté nord de la salle de concert relient la bande piétonne nord du pont d'Oberkassel au Cour d'honneur (de) et au jardin de Cour (de). Un tunnel piétonnier sous la rue Joseph-Beuys-Ufer crée une liaison directe entre l'entrée dans le pavillon d'angle de la salle de concert et le parking du chantier naval inférieur sur les rives du Rhin.

### Orgue
L'orgue est construit en 1978/79 par le facteur d'orgues Johannes Klais de Bonn. L'instrument de coffre à curseur a 28 registres (de) sur deux claviers et une pédale. Les actions des touches (de) sont mécaniques, les actions du registre sont électriques.
| I Œuvre principale C-a 3 |                |      |
| 1.                       | principal      | 0 8′ |
| 2.                       | gambe          | 0 8′ |
| 3.                       | flûte à bec    | 0 8′ |
| 4.                       | octave         | 0 4′ |
| 5.                       | corne de gemme | 0 4′ |
| 6.                       | quinte         | 2 ⁄3 |
| 7.                       | super octave   | 0 2′ |
| 8e.                      | mélange V      | 0 2′ |
| 9.                       | trompette      | 0 8′ |

| II Cloche d'orgue C–a 3 |                      |       |
| 10                      | bourdon              | 16'   |
| 11.                     | flûte                | 0 8′  |
| 12.                     | pensée               | 0 8′  |
| 13.                     | salicional           | 0 8′  |
| 14                      | principal            | 0 4′  |
| 15                      | flûte d'accouplement | 0 4′  |
| 16                      | flûte forestière     | 0 2′  |
| 17                      | larigot              | 1 ⁄3  |
| 18                      | sesquialter II       |       |
| 19                      | pointu IV            | 0 2⁄3 |
| 20                      | hautbois             | 0 8′  |
|                         | tremblant            |       |

| Section de pédale C–g 1 |                   |      |
| 21                      | sous-basse        | 16'  |
| 22                      | alto              | 16'  |
| 23                      | octave            | 0 8′ |
| 24                      | jouer de la flûte | 0 8′ |
| 25                      | octave ténor      | 0 4′ |
| 26                      | IV conséquent     | 2 ⁄3 |
| 27                      | encore trombone   | 16'  |
| 28                      | étagère en bois   | 0 8′ |

- Accouplement : II/I, I/P, II/P

## Historique des concerts

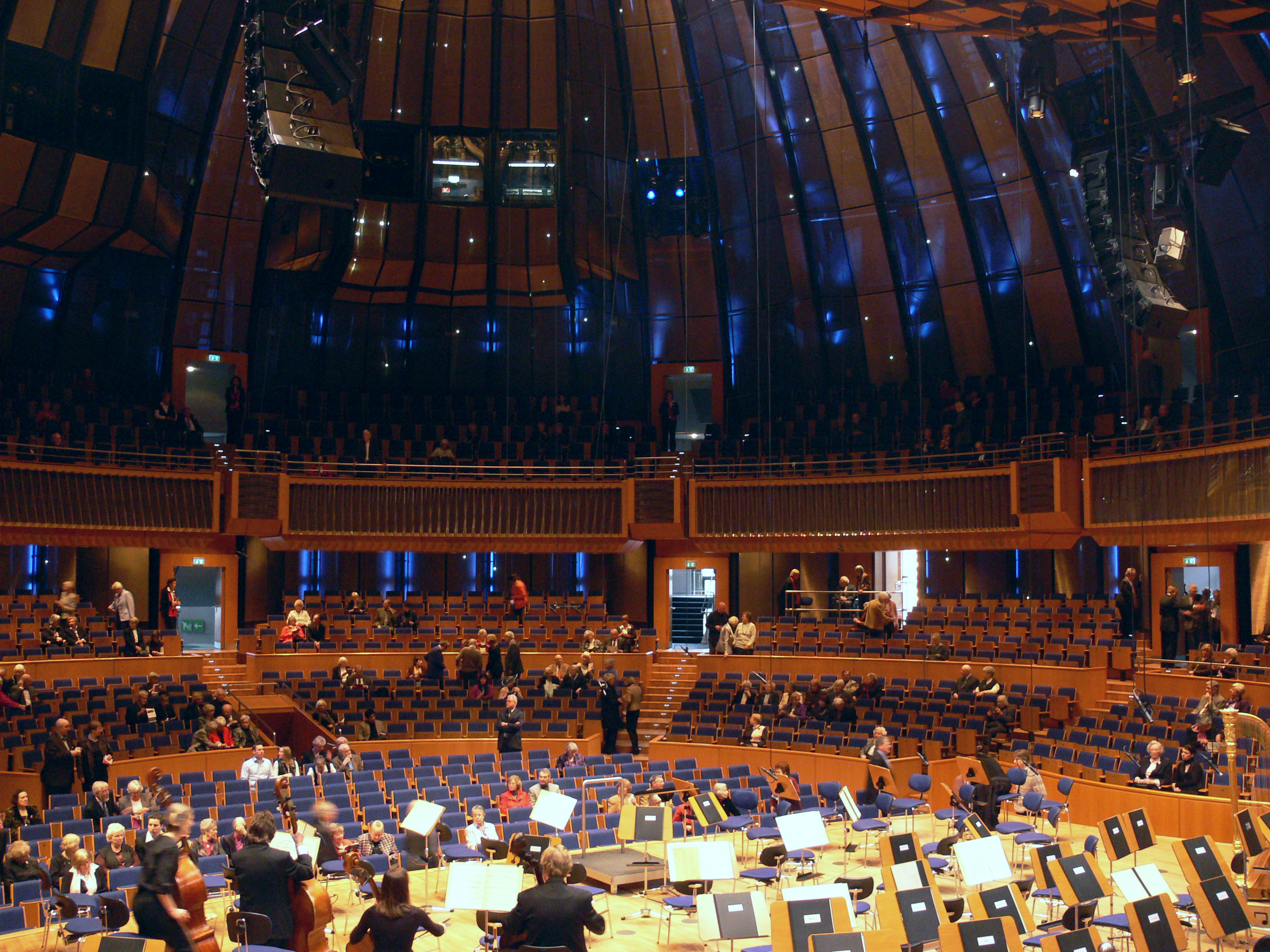
Anciennement la Grande Salle, depuis 2014 la Salle Mendelssohn

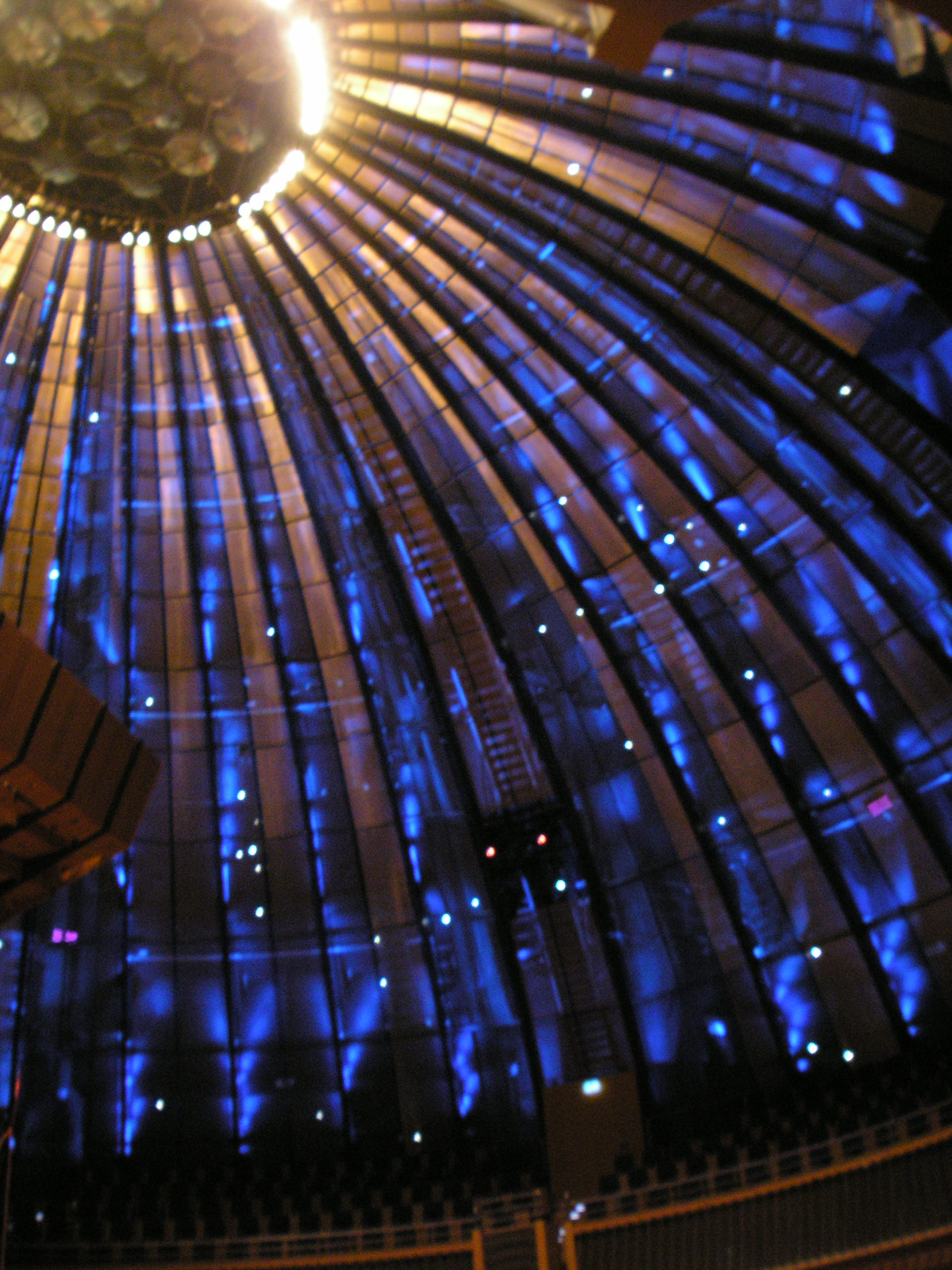
Dôme sur la salle Mendelssohn

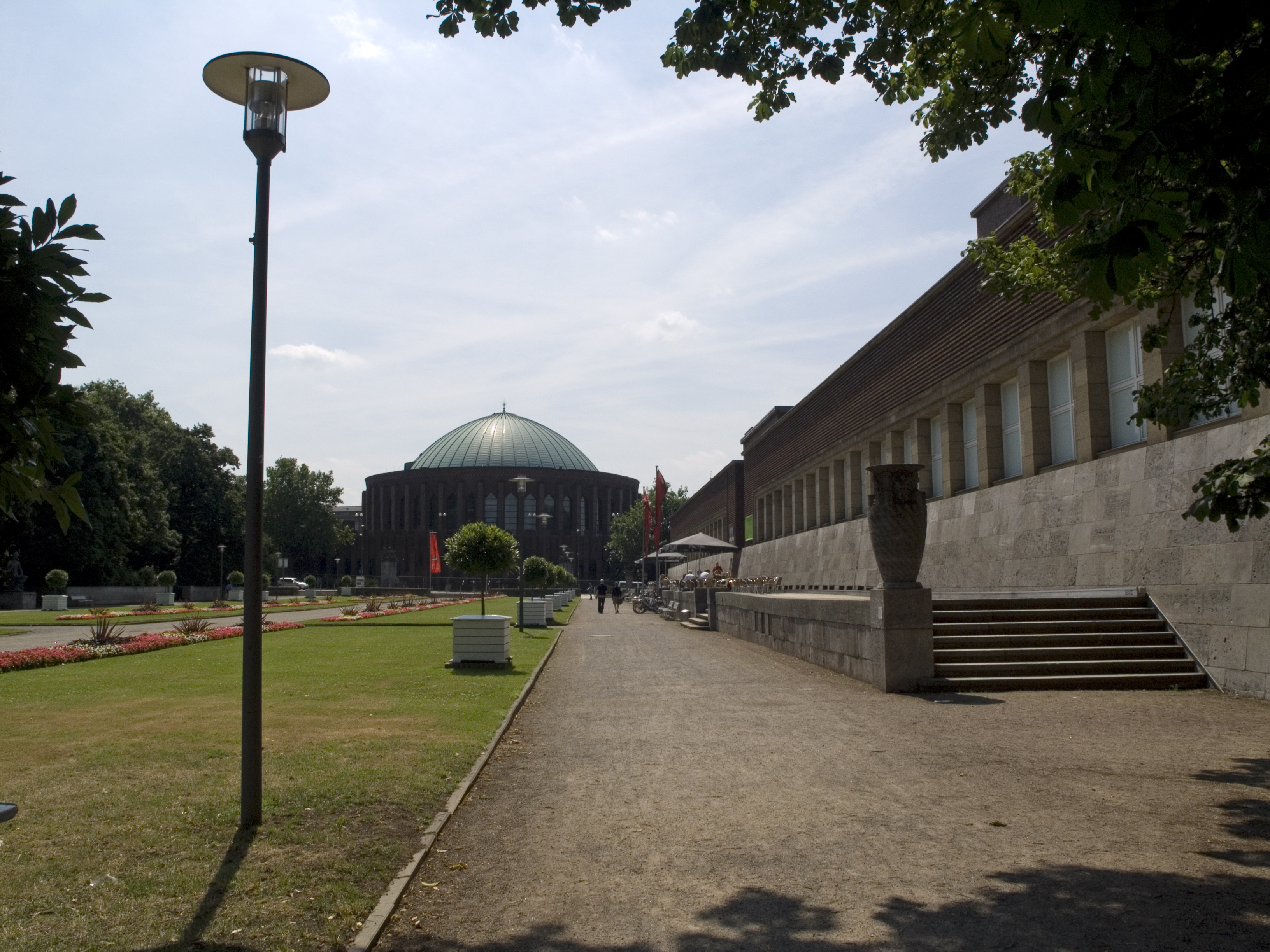
Salle de concert et Forum NRW à la Cour d'honneur

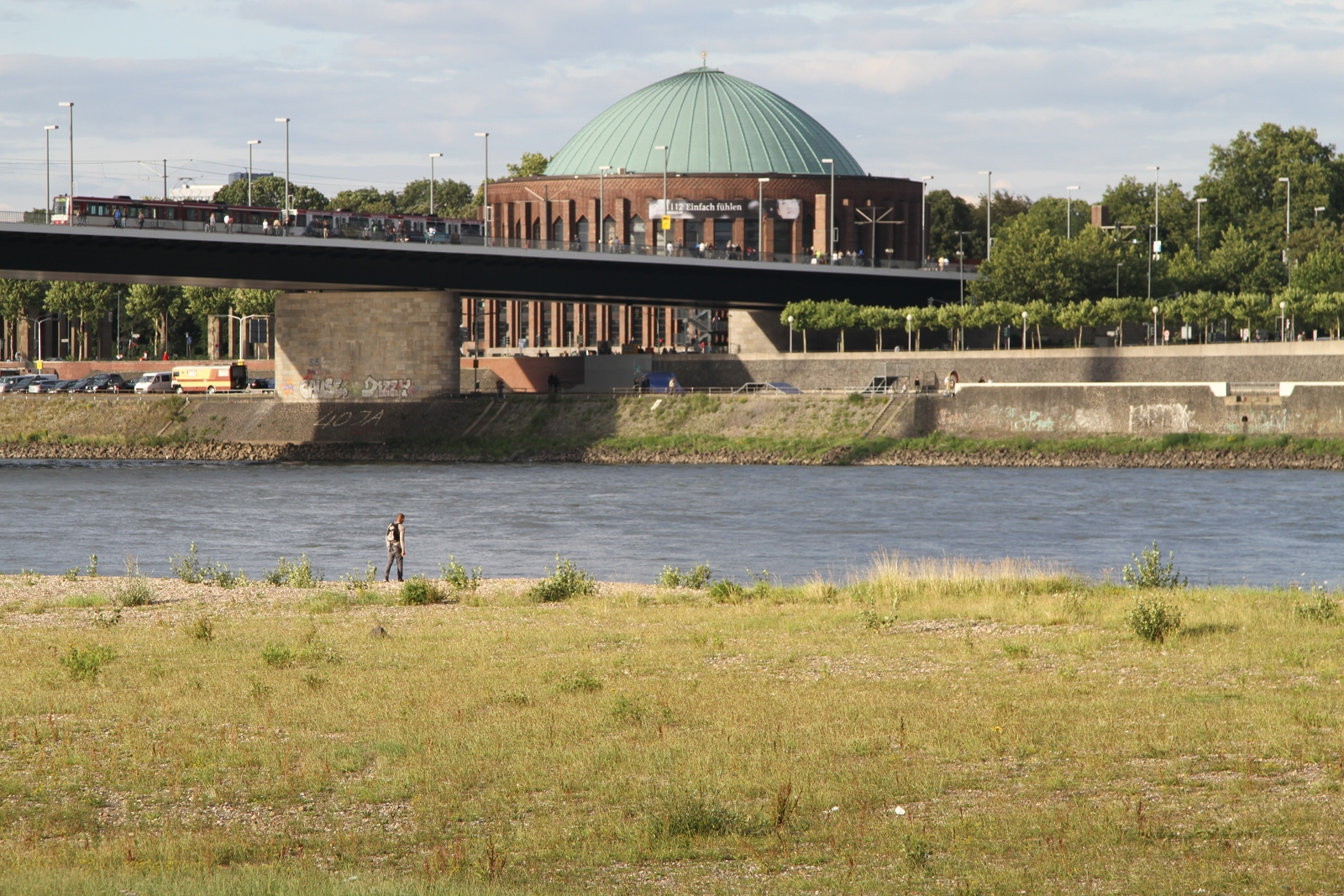
Pont d'Oberkassel

Après le premier apogée de la culture musicale de Düsseldorf sous les électeurs Philippe-Guillaume et Jean-Guillaume, qui amenent les meilleurs musiciens de leur temps tels que Arcangelo Corelli ou Georg Friedrich Haendel à la cour de Düsseldorf, la vie musicale de la ville s'arrête après la mort de Jean-Guillaume en 1716.
Avec l'émergence de la culture musicale bourgeoise au début du XIXe siècle, des citoyens mélomanes se sont réunis à Düsseldorf pour former l'association musicale de la ville (de) et cultivent la musique oratoire en particulier. En 1818, la première salle de concert (de) avec une excellente acoustique est construite sur la Flinger Strasse (aujourd'hui l'emplacement du grand magasin Karstadt au coin de la Schadowstrasse et de la Tonhallenstrasse). En 1863, la ville de Düsseldorf décide d'acheter la "salle de concert" afin de doter ses citoyens d'une salle de concert attrayante et représentative. Un an plus tard, la ville embauche les musiciens jusque-là peu engagés et fonde l'Orchestre symphonique de Düsseldorf. Cela a fait de Düsseldorf la seconde ville allemande après Aix-la-Chapelle à avoir un orchestre permanent. Des noms tels que Felix Mendelssohn Bartholdy, Robert Schumann, Johannes Brahms, Gustav Mahler, Richard Wagner et Richard Strauss sont associés à la salle de concert et à son orchestre. De 1880 à 1892, la salle de concert est reconstruite sous le même nom et au même emplacement ; la salle de l'Empereur offre 3000 places et offrait en 1912 le décor de la deuxième représentation de la 8e symphonie de Gustav Mahler.
La Seconde Guerre mondiale semble avoir mis fin à cette tradition. En 1942, l'ancienne salle de concert est détruite par les bombes. En 1944, l'orchestre est dissous et les musiciens envoyés dans des entreprises importantes pour la guerre. Après la guerre, les concerts reprennent en juillet 1945 avec 45 musiciens. La série de directeurs musicaux qui dirigent l'orchestre symphonique depuis 1945 comprend des chefs d'orchestre renommés comme Eugen Szenkar (de), Jean Martinon, Rafael Frühbeck de Burgos, avec le directeur musical général de la saison 2000/2001 (GMD) John Fiore, Andreï Boreyko de la saison 2009/2010. Le chef d'orchestre hongrois Ádám Fischer est le chef principal de l'orchestre symphonique de Düsseldorf depuis la saison 2015/16. Michael Becker (de) est directeur artistique de la salle de concert de Düsseldorf et de l'Orchestre symphonique de Düsseldorf depuis 2007.
Ce n'est qu'en 1979 que la ville peut tenir sa promesse de centre de musique concertante. C'est en partie grâce à l'architecte Helmut Hentrich (de), qui met en discussion la conversion de la salle rhénane.
De nombreux musiciens célèbres créent le son de la salle de concert, notamment Yo-Yo Ma et Lang Lang. Mais des orchestres célèbres tels que l'Orchestre symphonique de Londres sont également des invités réguliers à la Tonhalle.
À l'occasion du 150e anniversaire de l'orchestre symphonique de Düsseldorf, la grande salle de la salle de concert est rebaptisée salle Mendelssohn le 7 février 2014, dans le cadre d'une cérémonie concertante en hommage à l'ancien directeur musical de la ville, Felix Mendelssohn Bartholdy.

## Accès aux transports
La station de métro du métro léger de Düsseldorf, qui porte son nom et celui de la Cour d'honneur, se trouve à proximité. Toutes les lignes qui y circulent vont à Oberkassel ou Heinrich-Heine-Allee (de) et Gare centrale de Düsseldorf.
La salle de concert est située sur la Bundesstraße 1 et le pont d'Oberkassel.